# Impasse du Talus
L'impasse du Talus est une voie située dans le quartier des Grandes-Carrières du 18e arrondissement de Paris.

## Origine du nom

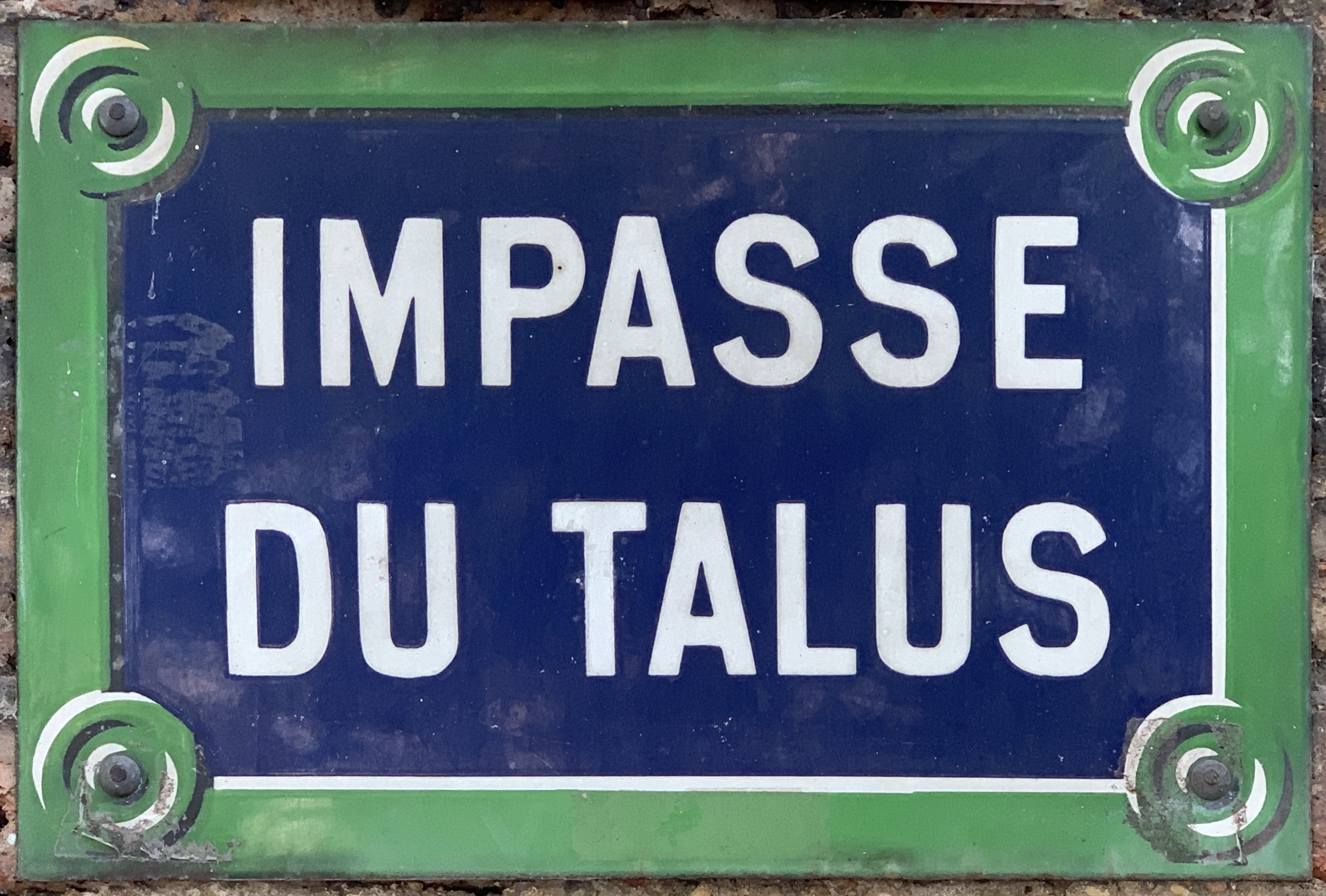
Plaque de l'impasse.

Elle porte ce nom en raison de sa proximité d'un ancien talus de la ligne de Petite Ceinture.

## Historique
Cette voie qui est ouverte vers 1857 sous le nom d'« impasse Moreau » prend sa dénomination actuelle par un arrêté du 1er février 1877.